# Mihrab
Mihrab (arabisk: محراب miḥrāb, flertal محاريب maḥārīb) er en niche eller anden markering i en moske, som angiver retningen mod Mekka, så de bedende altid kan orientere sig i den korrekte bederetning.
al-Aqsa moskeens (i Jerusalem) mihrab sættes i forbindelse med den begivenhed hvor Maria får at vide at hun skal føde Jesus (:bebudelse)
| Religion | Spire Denne religionsartikel er en spire som bør udbygges. Du er velkommen til at hjælpe Wikipedia ved at udvide den. |

- Wikimedia Commons har flere filer relateret til Mihrab